# Byrd Antarctic Expedition
Die Byrd Antarctic Expedition der Jahre 1928–1930 war die erste Antarktis-Expedition unter Leitung des Amerikaners Richard E. Byrd. Im Rahmen der Expedition gelang der erste Flug über den Südpol.

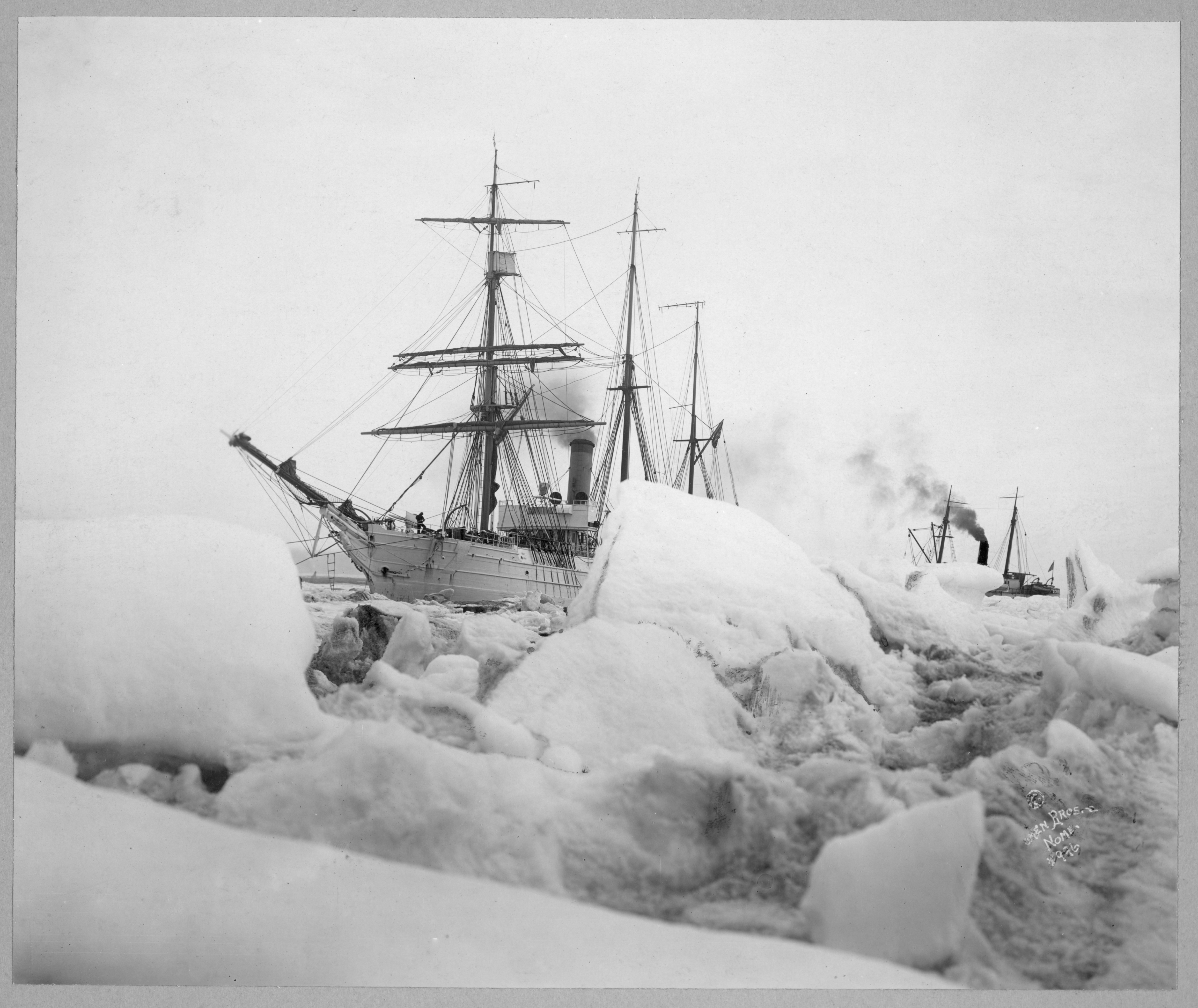
Expeditionsschiff Byrds im Packeis

Im Dezember 1928 erreichte die Expedition an Bord der Schiffe City of New York und Eleanor Bolling das Ross-Schelfeis. Nahe der Bucht der Wale errichteten Byrds Männer die Station Little America, wo sie den Winter des Jahres 1929 verbrachten. Byrds Expedition war nach Hubert Wilkins’ Antarktis-Expedition von 1928 die zweite Expedition, die Flugzeuge auf dem antarktischen Kontinent einsetzte. So konnten große Bereiche des Kontinents rund um das Ross-Schelfeis in kurzer Zeit erkundet und kartografiert werden. Unter anderem wurden die Rockefeller Mountains und das Marie-Byrd-Land (benannt nach Byrds Frau) entdeckt.
Am 29. November 1929 überflogen Bernt Balchen, Richard E. Byrd, Harold I. June und Ashley McKinley als erste Menschen den Südpol. Eingesetzt wurde dabei ein Flugzeug vom Typ Ford 4-AT-B Trimotor, benannt nach dem Polarforscher Floyd Bennet. Im Februar 1930 wurde die Expedition beendet und die Mannschaft kehrte in die USA zurück.